# Hoya cochinchinensis
Hoya cochinchinensis är en oleanderväxtart som beskrevs av Schult.. Hoya cochinchinensis ingår i släktet Hoya och familjen oleanderväxter. Inga underarter finns listade i Catalogue of Life.